# Таштау (Дюртюлинский район)
Таштау (баш. Таштау) — деревня в Дюртюлинском районе Башкортостана, входит в состав Семилетовского сельсовета.
С 1959 г. — современное название, с 2005 г. — современный статус.

## История
Деревня основана в 1930-е гг. в связи с организацией базы Башкирской конторы государственного объединения “Заготскот” как п. базы Заготскота. 
Статус деревня, сельского населённого пункта, посёлок получил согласно Закону Республики Башкортостан от 20 июля 2005 года N 211-з «О внесении изменений в административно-территориальное устройство Республики Башкортостан в связи с образованием, объединением, упразднением и изменением статуса населенных пунктов, переносом административных центров», ст.1:

6. Изменить статус следующих населенных пунктов, установив тип поселения - деревня:
 
25)  в Дюртюлинском районе:…

б) поселка Таштау Нижнеаташевского сельсовета
В связи с упразднением в 2008 году Нижнеаташевского сельсовета вошла в состав Семилетовского сельсовета (Закон Республики Башкортостан от 19.11.2008 г. № 49-З «Об изменениях в административно-территориальном устройстве Республики Башкортостан в связи с объединением отдельных сельсоветов и передачей населённых п пунктов»).

## Население
| 2002 | 2009 | 2010 |
| ---- | ---- | ---- |
| 171  | ↗182 | ↗212 |

Национальный состав
Согласно переписи 2002 года, преобладающая национальность — башкиры (74 %).

## Географическое положение
Расстояние до:
- районного центра (Дюртюли): 20 км,
- ближайшей ж/д станции (Буздяк): 140 км.

## Инфраструктура деревни
Население занято в ООО “Игенче”. Есть начальная школа, фельдшерско-акушерский пункт.